# Байвал
Байва́л (рос. Байвал) — присілок в Ігринському районі Удмуртії, Росія.

## Населення
Населення — 143 особи (2010; 153 в 2002).
Національний склад станом на 2002 рік:
- удмурти — 94 %

## Урбаноніми[3]
- вулиці — Головна, Музикальна, Ставкова